# CLB IIg
Die Dampflokomotivreihe CLB IIg war eine Schnellzug-Schlepptenderlokomotivreihe der Galizischen Carl Ludwig-Bahn (CLB).
Die sechs Schnellzuglokomotiven der Bauart 1B wurden von der Lokomotivfabrik der StEG (Type 88) 1885 geliefert. Sie wurden als CLB IIg mit den Nummern 9", 13", 16", 17", 19" sowie 34" eingeordnet und bekamen nach der Verstaatlichung 1892 bei den k.k. österreichischen Staatsbahnen (kkStB) zunächst die Bezeichnung 7.21–26, wurden aber 1904 in 107.21–26 umgezeichnet.
Nach dem Ersten Weltkrieg kamen die verbliebenen zwei Maschinen (107.24 und 26) zu den PKP, die sie aber ausschieden, ohne ihnen eine eigene Reihennummer zuzuordnen.